# Liste de films français sortis en 1916
Listes de films français
- 1912
- 1913
- 1914
- 1915
- 1916
- 1917
- 1918
- 1919
- 1920

Liste non exhaustive de films français sortis en 1916.

## 1916
| Titre                                                                | Réalisateur                             | Distribution                                                 | Genre                  | Notes       |
| -------------------------------------------------------------------- | --------------------------------------- | ------------------------------------------------------------ | ---------------------- | ----------- |
| Abrégeons les formalités                                             | Jacques Feyder                          | Françoise Rosay                                              |                        | 185 m       |
| Alsace                                                               | Henri Pouctal                           | Berthe Jalabert, Marcel Dieudonné, Gabrielle Rejane          | Comédie dramatique     |             |
| L'Angélus de la victoire                                             | Léonce Perret                           | Émile André, Armand Dutertre                                 | Guerre                 |             |
| Les Armes de la femme                                                | Léonce Perret                           | Valentine Petit, Fabienne Fabrèges                           | Comédie                |             |
| L'Aventure des millions                                              | Louis Feuillade                         | Yvette Andréyor, Georges Flateau, Madeleine Barjac           |                        |             |
| Beauté fatale                                                        | André Hugon                             | Henri Bosc, Fernand Mailly, Marie-Louise Derval              |                        |             |
| La Belle aux cheveux d'or                                            | Léonce Perret                           | Suzanne Delvé, René Cresté, Jeanne Marie-Laurent             | Romance                |             |
| Biscot se trompe d'étage                                             | Jacques Feyder                          | Georges Biscot, Kitty Hott                                   | Comédie                |             |
| Les Bobines d'or                                                     | Léonce Perret                           | Yvette Andréyor, Fabienne Fabrèges                           | Romance                |             |
| Bout de Zan est patriote                                             | Louis Feuillade                         | René Poyen                                                   | Comédie                | 350 m       |
| Bout de Zan et la Gamine                                             | Louis Feuillade                         | René Poyen                                                   | Comédie                |             |
| Bout de Zan et la Torpille                                           | Louis Feuillade                         | René Poyen                                                   | Comédie                | 425 m       |
| Bout de Zan et le Fantôme                                            | Louis Feuillade                         | René Poyen                                                   | Comédie                | 245 m       |
| Bout de Zan se venge                                                 | Louis Feuillade                         | René Poyen                                                   | Comédie                | 150 m       |
| Le Brouillard sur la ville                                           | Abel Gance                              | Maud Richard, Léon Mathot, Jean Fleury                       |                        |             |
| C'est le printemps !                                                 | Louis Feuillade                         | Suzanne Le Bret, Marcel Lévesque, Édouard Mathé, Musidora    |                        |             |
| Chignon d'or                                                         | André Hugon                             | Mistinguett, Harry Baur                                      | Moyen métrage          |             |
| Chouchou                                                             | Henri Desfontaines                      | Jean Aymé, Jeanne Grumbach                                   | Court métrage          |             |
| Le Colonel Bontemps                                                  | Louis Feuillade                         | Jean Jacquinet, Musidora, Édouard Mathé                      |                        |             |
| Le Consentement de la marquise                                       | Édouard-Émile Violet                    | André Roanne                                                 | Court métrage          |             |
| Les Dames de Croix-Mort,                                             | Maurice Mariaud                         | Léon Mathot, Yvonne Sergyl, Jeanne Marie-Laurent             |                        |             |
| Debout les morts !                                                   | Léonce Perret André Heuzé Henri Pouctal | Marguerite Moreno, Claude Mérelle, Jean Daragon              | guerre                 |             |
| Dernier Amour                                                        | Léonce Perret                           | René Cresté, Valentine Petit, Armand Dutertre                |                        |             |
| Les Deux Mille Blondes du Père Dubreuil                              | Léonce Perret                           | Paul Manson, Fabienne Fabrèges                               | Drame                  |             |
| Le Double jeu                                                        | Charles Burguet, Louis Feuillade        | Yvette Andréyor, Harry Krimer, Gaston Rieffler               |                        |             |
| Dranem amoureux de Cléopâtre                                         | Roger Lion                              | Dranem, Mado Minty, Georges Biscot                           |                        |             |
| L'Empreinte                                                          | André Hugon                             |                                                              |                        |             |
| L'Empreinte du passé                                                 | Léonce Perret                           | F. Litlecas, Armand Dutertre Valentine Petit                 | Drame                  |             |
| L'Épreuve                                                            | Louis Feuillade                         | Camille Bert, Renée Carl, René Navarre                       |                        |             |
| Les Fiançailles d'Agénor                                             | Louis Feuillade                         | Suzanne Le Bret, Édouard Mathé, Marcel Lévesque              | Court métrage          |             |
| La Fiancée du diable                                                 | Léonce Perret                           | Paul Manson, René Cresté, Fabienne Fabrèges                  | Mystère                |             |
| Fille d'Ève                                                          | Gaston Ravel                            | Berthe Jalabert, Claude Mérelle, Yvette Andréyor             | Court métrage          |             |
| Fleur de Paris                                                       | André Hugon                             | Mistinguett, Harry Baur, Louis Paglieri                      | Moyen métrage          |             |
| Les Fourberies de Pingouin                                           | Louis Feuillade                         | Yvette Andréyor, Georges Flateau, Suzanne Le Bret            | Comédie                |             |
| L'Homme de compagnie                                                 | Jacques Feyder                          | Jeanne Dyris, Decaye, Anthony Gildès                         | Court métrage          |             |
| L'homme n'est pas parfait                                            | Georges Denola                          | Yvonne Sergyl, Émilienne Dux                                 | Film dramatique        | 24 min 30 s |
| J'épouse la sœur de ma veuve (ou Rigadin épouse la sœur de sa veuve) | Georges Monca                           | Charles Prince, Charles Lorrain, Lucy Mareil, Yvonne Harnold | Comédie                | 595 m       |
| Je le suis                                                           | Léonce Perret                           | Léonce Perret, Fabienne Fabrèges                             | Comédie                |             |
| Judex                                                                | Louis Feuillade                         | René Cresté, Musidora, Louis Leubas                          | Serial Thriller        | 12 ép       |
| Lagourdette gentleman cambrioleur                                    | Louis Feuillade                         | Georges Flateau, Marcel Lévesque, Musidora                   | Court métrage          | 580 m       |
| Léonce en vacances                                                   | Léonce Perret                           | Léonce Perret                                                | Comédie                |             |
| Léonce poète                                                         | Léonce Perret                           | Léonce Perret                                                | Comédie                |             |
| Léonce s'émancipe                                                    | Léonce Perret                           | Léonce Perret                                                | Comédie                |             |
| Les Lumières du cœur                                                 | Edmond van Daële                        | Edmond van Daële                                             |                        |             |
| La Main dans le sac                                                  | Georges Monca                           | Charles Prince                                               | Comédie                | 610 m       |
| Le Malheur qui passe                                                 | Louis Feuillade                         | Yvette Andréyor, Berthe Jalabert, Louise Lagrange            | Moyen métrage          |             |
| Les Mariés d'un jour                                                 | Louis Feuillade                         | Marcel Lévesque, Édouard Mathé, Musidora                     | Moyen métrage          |             |
| Marraines de France                                                  | Léonce Perret                           | Yvette Andréyor, Paul Manson, Fabienne Fabrèges              |                        |             |
| Le Médecin des enfants                                               | Georges Denola                          | Maxime Desjardins, Véra Sergine, Henry Roussel               | Court métrage          |             |
| Le Mirage du cœur                                                    | Georges Tréville                        | Georges Tréville, Claude Mérelle                             | Court métrage          |             |
| Monsieur Pinson policier                                             | Jacques Feyder, Gaston Ravel            | Suzanne Dubost, Jacques Feyder, André Roanne                 | Policier               |             |
| Les Mystères de l'ombre                                              | Léonce Perret                           | René Cresté, Louis Delville, Fabienne Fabrèges               |                        |             |
| Nemrod et compagnie                                                  | Maurice Mariaud                         | Denise Grey, Léon Mathot                                     | Drame                  |             |
| Notre pauvre cœur                                                    | Léonce Perret, Louis Feuillade          | Alice Ael, Georges Flateau, Berthe Jalabert                  |                        |             |
| L'Oncle de Bout de Zan                                               | Louis Feuillade                         | René Poyen, Marcel Lévesque                                  | Comédie                |             |
| Paris pendant la guerre                                              | Henri Diamant-Berger                    | Georges Wague, Camille Bardou, Claude Mérelle                | Comédie                |             |
| La Peine du talion                                                   | Louis Feuillade                         | Marcel Lévesque, Yvette Andréyor, Musidora                   | Moyen métrage          |             |
| Le Périscope                                                         | Abel Gance                              | Albert Dieudonné, Henri Maillard, Yvonne Sergyl              |                        |             |
| Le Pied qui étreint                                                  | Jacques Feyder                          | André Roanne, Musidora, René Poyen                           | Serial                 | 4 ép.       |
| Le Poète et sa folle amante                                          | Louis Feuillade                         | Georges Flateau, Suzanne Le Bret, Marcel Lévesque            | Court métrage          | 798 m       |
| Les Poilus de la revanche                                            | Léonce Perret                           | Paul Manson, Fabienne Fabrèges, Georges Flateau              | Guerre                 |             |
| Printemps du cœur                                                    | Léonce Perret                           | Fabienne Fabrèges, Marquisette Bosky                         | Romance                |             |
| Le Prix du pardon                                                    | Louis Feuillade                         | Berthe Jalabert, Louise Lagrange                             | Court métrage          |             |
| Quand même                                                           | Henri Pouctal                           | Pierre Fresnay, Camille Bert, Renée Carl                     | Moyen métrage          | 855 m       |
| Quand minuit sonna                                                   | Charles Burguet                         | Yvette Andréyor, Jacques Feyder, Berthe Jalabert             | Court métrage Aventure |             |
| Qui ?                                                                | Léonce Perret                           | René Cresté                                                  | Drame                  |             |
| Remember                                                             | Charles Burguet                         | Yvette Andréyor, Georges Flateau, Gaston Rieffler            |                        |             |
| Le Retour de manivelle                                               | Louis Feuillade                         | Marcel Lévesque, Gaston Michel                               | Court métrage          | 685 m       |
| Le Retour du passé                                                   | Léonce Perret                           | Fabienne Fabrèges, René Cresté, Marcelle Géniat              | Drame                  |             |
| Le Roi de la montagne                                                | Léonce Perret                           | René Cresté, Laurent Morléas, Fabienne Fabrèges              | Comédie                |             |
| Ruse de grand-père                                                   | Charles Burguet                         | René Gervais, Gaston Rieffler                                |                        |             |
| Si vous ne l'aimez pas...                                            | Louis Feuillade                         | Yvette Andréyor, Georges Flateau, Suzanne Le Bret            | Court métrage          | 530 m       |
| Sous la menace                                                       | André Hugon                             | Mistinguett, Jacques Volnys, Henry Roussel                   |                        |             |
| Sous les phares                                                      | André Hugon                             | Marie-Louise Derval, Henri Baudin, André Nox                 |                        |             |
| Suzanne, professeur de flirt                                         | René Hervil, Louis Mercanton            | Suzanne Grandais, Édouard Mathé, Georges Tréville            | Drame                  |             |
| Têtes de femmes, femmes de tête                                      | Jacques Feyder                          | Suzanne Delvé, Kitty Hott, Gaston Michel                     | Court métrage          | 792 m       |
| La Trouvaille de Buchu                                               | Jacques Feyder                          | Françoise Rosay Marie-Louise Iribe                           | Court métrage          | 141 m       |
| Un mariage de raison                                                 | Léonce Perret, Louis Feuillade          | Louis Leubas, Yvette Andréyor, Édouard Mathé                 |                        |             |
| La Voisine de Rigadin                                                | Georges Monca                           | Charles Prince, Clo Marra                                    | Comédie                | 260 m       |
| L'X noir                                                             | Léonce Perret                           | Paul Manson, Fabienne Fabrèges                               | Mystère                |             |